# Barleria
Genre
Classification APG III (2009)
Barleria est un genre de plantes à fleurs de la famille des Acanthacées. Il comprend environ 120 espèces que l'on rencontre en Afrique et dans les régions tropicales d'Asie. 50 espèces sont originaires d'Afrique du Sud.
Le nom du genre Barleria dérive du nom de Jacques Barrelier, moine dominicain et biologiste français, né en 1606 à Paris et mort le 17 septembre 1673 dans cette même ville.

## Liste des espèces

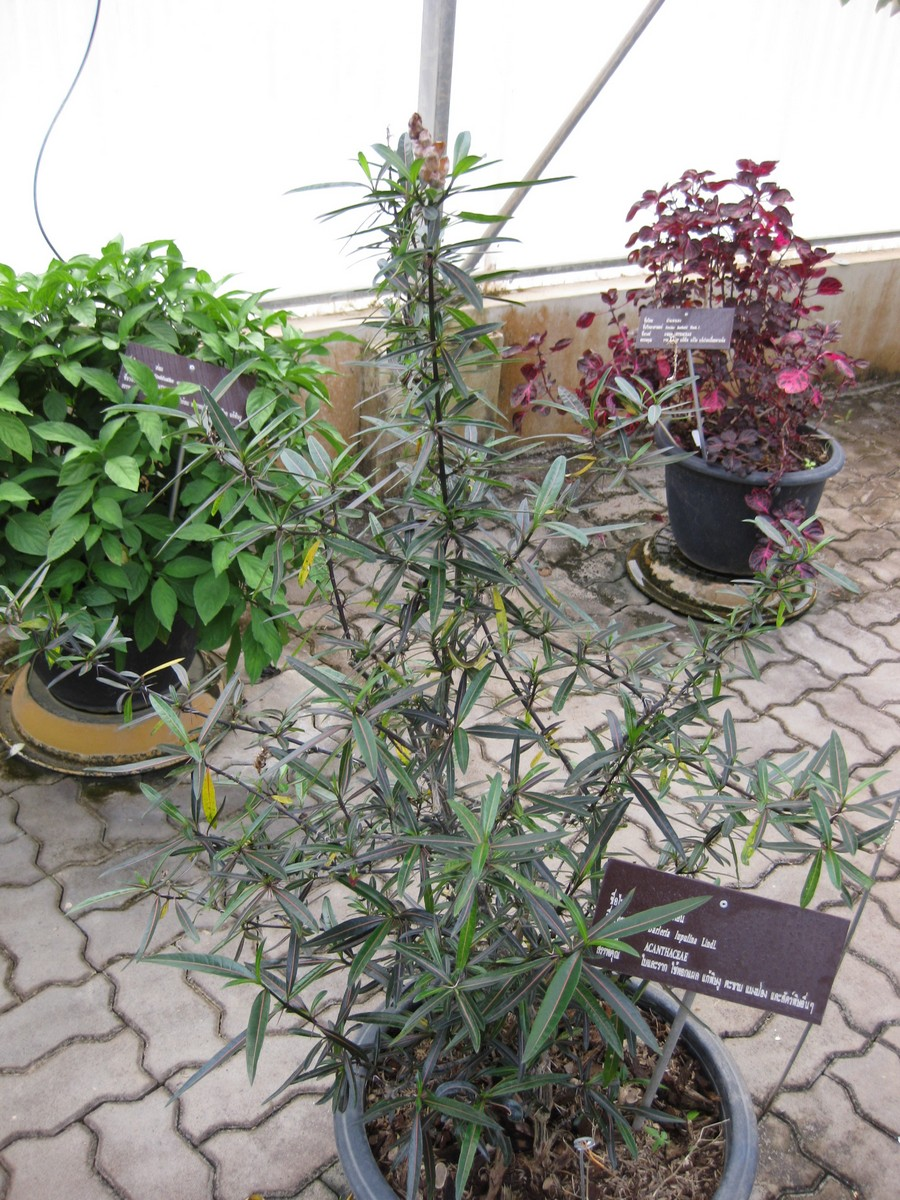
Barleria lupulina (en premier plan), au Jardin botanique de la reine Sirikit, en Thaïlande.

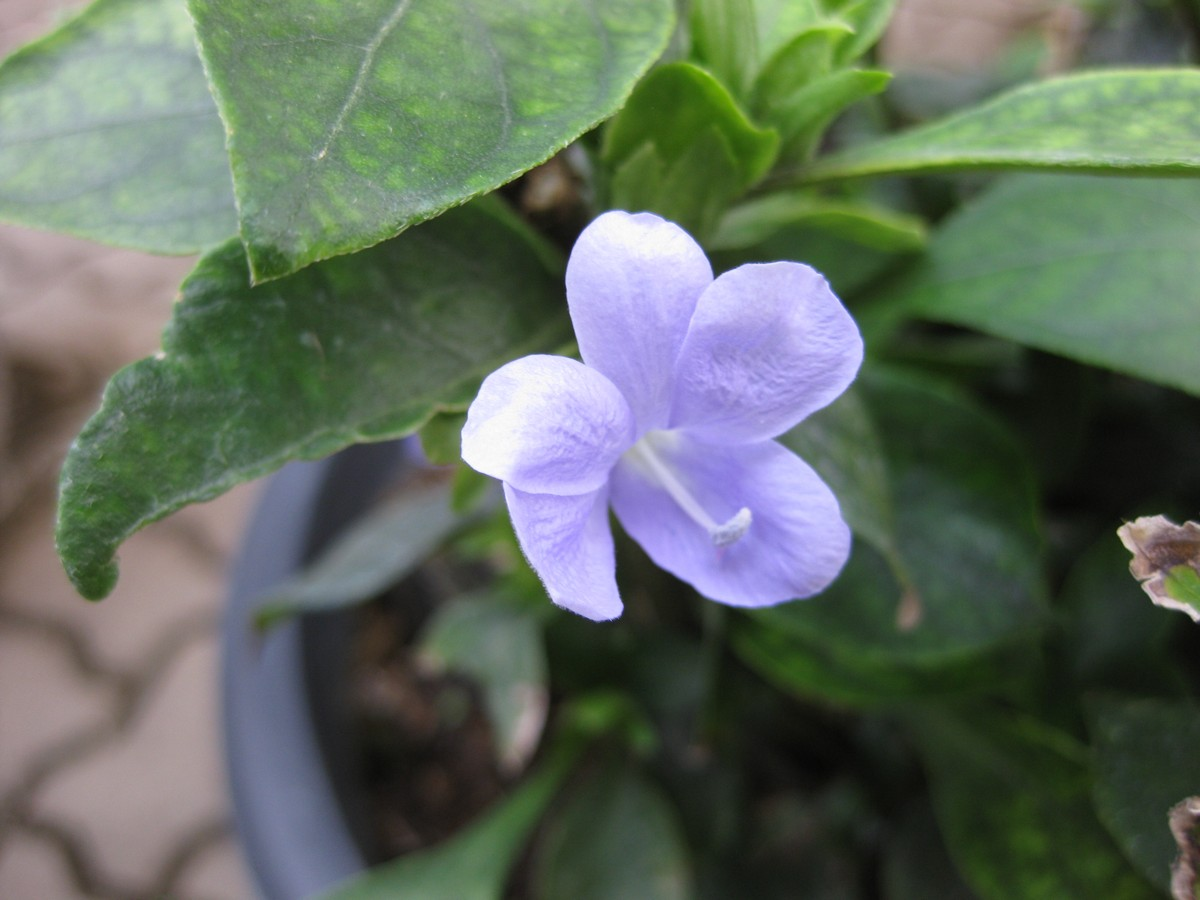
Barleria strigosa, au Jardin botanique de la reine Sirikit, en Thaïlande.

Selon "The Plant List" 13 juillet 2012
- Barleria acanthoides Vahl , 1790
- Barleria acanthophora (Roem. & Schult.) Nees , 1847
- Barleria aculeata Balf.f. , 1884
- Barleria aenea I.Darbysh. , 2008
- Barleria affinis C.B.Clarke , 1901
- Barleria albipilosa Hainz , 1955
- Barleria albomarginata Hedrén , 2006
- Barleria albostellata C.B.Clarke , 1899
- Barleria alluaudii Benoist , 1911
- Barleria amanensis Lindau , 1909
- Barleria antunesii Lindau , 1895
- Barleria arabica Bél. ex Nees 	, 1847
- Barleria argentea Balf.f. , 1884
- Barleria argenteocalycina De Wild. , 1915
- Barleria argillicola Oberm. , 1961
- Barleria aristata I.Darbysh. , 2008
- Barleria arnottiana Nees , 1837
- Barleria aromatica Oberm. , 1933
- Barleria asterotricha Benoist , 1911
- Barleria bagshawei S.Moore 	, 1910
- Barleria bechuanensis C.B.Clarke , 1901
- Barleria beddomei T.Anderson ex Bedd. , 1874
- Barleria benadirensis Chiov. , 1929
- Barleria benguellensis S.Moore , 1911
- Barleria biloba Imlay , 1939
- Barleria bispinosa (Forssk.) Vahl , 1790
- Barleria blepharoides Lindau 	, 1894
- Barleria boehmii Lindau , 1894
- Barleria boivinii T.Anderson 	, 1864
- Barleria bolusii Oberm. , 1833
- Barleria boranensis Fiori , 1939
- Barleria bornuensis S.Moore 	, 1912
- Barleria bremekampii Oberm. , 1933
- Barleria brevituba Benoist , 1934
- Barleria briartii De Wild. & T.Durand , 1899
- Barleria brownii S.Moore , 1908
- Barleria buddleioides S.Moore , 1902
- Barleria buxifolia L. , 1753
- Barleria calophylla Lindau , 1894
- Barleria calophylloides Lindau , 1894
- Barleria candida Nees , 1847
- Barleria carruthersiana S.Moore , 1880
- Barleria casatiana Buscal. & Muschl. , 1913
- Barleria cavaleriei H.Lév. , 1913
- Barleria cephalophora Lindau , 1906
- Barleria clinopodium Fiori , 1915
- Barleria comorensis Lindau , 1894
- Barleria conspicua Nees , 1832
- Barleria courtallica Nees , 1850
- Barleria cristata L. , 1753
- Barleria crossandriformis C.B.Clarke , 1901
- Barleria crotalaria H.Lév. , 1913
- Barleria cunenensis Benoist , 1950
- Barleria cuspidata F.Heyne ex Nees , 1832
- Barleria cyanea S.Moore , 1880
- Barleria damarensis T.Anderson , 1864
- Barleria decaisneana Nees , 1847
- Barleria decaryi Benoist , 1929 publ. 1930
- Barleria delamerei S.Moore 	, 1900
- Barleria dentata Hedrén , 2006
- Barleria descampsii Lindau , 1905
- Barleria dolomiticola M.Balkwill & K.Balkwill , 1992
- Barleria dulcis Benoist , 1929 publ. 1930
- Barleria elegans S.Moore , 1880
- Barleria elliptica Benoist , 1950
- Barleria eranthemoides R.Br. ex C.B.Clarke 	, 1899
- Barleria exellii Benoist , 1950
- Barleria eylesii S.Moore , 1905
- Barleria farinosa Deflers , 1896
- Barleria fissiflora Bojer ex Nees , 1847
- Barleria fulvostellata C.B.Clarke , 1899
- Barleria galpinii C.B.Clarke , 1901
- Barleria gibsonii Dalzell , 1850
- Barleria gibsonioides Blatt. , 1928
- Barleria glandulifera Lindau , 1894
- Barleria glaucobracteata Hedrén , 2006
- Barleria grandicalyx Lindau , 1894
- Barleria grandiflora Dalzell , 1850
- Barleria grandipetala De Wild. , 1915
- Barleria grandis Hochst. ex Nees , 1847
- Barleria grantii Oliv. , 1875
- Barleria greenii M.Balkwill & K.Balkwill , 1990
- Barleria gueinzii Sond. , 1850
- Barleria her Benoist , 1929 publ. 1930
- Barleria heterotricha Lindau , 1906
- Barleria hildebrandtii S.Moore , 1877
- Barleria hillcoatiae J.R.I.Wood , 1986
- Barleria hirta Oberm. 	, 1933
- Barleria hochstetteri Nees , 1847
- Barleria holstii Lindau , 1894
- Barleria holubii C.B.Clarke , 1901
- Barleria horrida Buscal. & Muschl. , 1913
- Barleria humbertii Benoist , 1929 publ. 1930
- Barleria humilis Benoist , 1967
- Barleria ilicifolia Hedrén , 2006
- Barleria insolita Benoist , 1934
- Barleria integrisepala H.P.Tsui , 1990
- Barleria involucrata Nees , 1832
- Barleria irritans Nees 	, 1841
- Barleria jubata S.Moore , 1907
- Barleria kacondensis S.Moore , 1911
- Barleria kaessneri S.Moore , 1909
- Barleria kaloxytona Lindau , 1909
- Barleria keniensis Mildbr. , 1926
- Barleria kirkii T.Anderson , 1864
- Barleria kitchingi Baker , 1887
- Barleria laceratiflora Lindau , 1906
- Barleria lactiflora Brummitt & Seyani , 1978
- Barleria laeta Benoist 	, 1934
- Barleria lanceata (Forssk.) C.Chr. , 1922
- Barleria lanceolata (Schinz) Oberm. , 1933
- Barleria lancifolia T.Anderson , 1864
  - Barleria lancifolia subsp. charlesii (Benoist) J.-P.Lebrun & Monod 	, 1997
- Barleria lateralis Oberm. , 1933
- Barleria leandrii Benoist , 1933 publ. 1934
- Barleria lichtensteiniana Nees , 1847
- Barleria limnogeton S.Moore 	, 1877
- Barleria linearifolia Rendle , 1896
- Barleria longiflora L.f. , 1782
- Barleria longipes Benoist , 1934
- Barleria longissima Lindau , 1896
- Barleria longistyla Lindau , 1911
- Barleria lugardii C.B.Clarke 	, 1899
- Barleria lukafuensis De Wild. , 1903
- Barleria lupulina Lindl. , 1833
- Barleria mackenii Hook.f. , 1870
- Barleria maclaudii Benoist , 1911
- Barleria macraei Arn. 	, 1837
- Barleria macrostegia Nees , 1847
- Barleria maculata  S.Moore , 1916
- Barleria mairei H.Lév. , 1913
- Barleria marginata Oliv. , 1875
- Barleria massae Chiov. , 1940
- Barleria matopensis S.Moore 	, 1907
- Barleria meeuseana P.G.Mey. , 1961
- Barleria megalosiphon Mildbr. , 1930
- Barleria merxmuelleri P.G.Mey. , 1957
- Barleria methuenii Turrill , 1914
- Barleria meyeriana Nees , 1847
- Barleria micrantha C.B.Clarke , 1899
- Barleria mitis Ker Gawl. , 1818
- Barleria molensis Wild , 1965
- Barleria monostachya Bojer , 1834
- Barleria montana Nees , 1832
- Barleria monticola Oberm. , 1933
- Barleria morrisiana E.Barnes & C.E.C.Fisch. , 1940
- Barleria mucronata Lindau , 1894
- Barleria mucronifolia Lindau 	, 1896
- Barleria mysorensis B.Heyne ex Roth , 1821
- Barleria natalensis Lindau , 1894
- Barleria nitida Nees , 1832
- Barleria noctiflora L.f. , 1782
- Barleria norbertii Benoist , 1962
- Barleria nutans Nees , 1847
- Barleria nyasensis C.B., 1899
- Barleria observatrix Bosser & Heine 	, 1988
- Barleria obtusa Nees , 1841
- Barleria obtusisepala C.B.Clarke , 1899
- Barleria oenotheroides Dum.Cours. , 1814
- Barleria opaca (Vahl) Nees , 1847
- Barleria orbicularis Hochst. ex T.Anderson , 1864
- Barleria ovata E.Mey. ex Nees , 1847
- Barleria oxyphylla Lindau , 1906
- Barleria pabularis S.Moore , 1911
- Barleria pannosa Chiov. , 1929
- Barleria paolii Fiori , 1915
- Barleria papillosa T.Anderson , 1864
- Barleria parviflora R.Br. ex T.Anderson , 1864
- Barleria parvispina Benoist , 1934
- Barleria paucidentata Benoist , 1934
- Barleria perrieri Benoist , 1934
- Barleria phaylopsis Milne-Redh. , 1940
- Barleria phillyriifolia Baker , 1887
- Barleria pilosa F.Heyne ex Nees , 1832
- Barleria polyneura S.Moore , 1880
- Barleria polytricha Wall. , 1830
- Barleria popovii Verdc. , 1966
- Barleria prattensis Santapau , 1948 publ. 1949
- Barleria pretoriensis C.B.Clarke ,
- Barleria prionitis L. , 1753
  - Barleria prionitis subsp. ameliae (A.Meeuse) Brummitt & J.R.I.Wood , 1983
  - Barleria prionitis subsp. appressa (Forssk.) Brummitt & J.R.I.Wood , 1983
  - Barleria prionitis subsp. delagoensis (Oberm.) Brummitt & J.R.I.Wood , 1983
  - Barleria prionitis subsp. induta (C.B.Clarke) Brummitt & J.R.I.Wood , 1983
  - Barleria prionitis subsp. prionitoides (Engl.) Brummitt & J.R.I.Wood , 1983
  - Barleria prionitis subsp. pubiflora (Benth. ex Hohen.) Brummitt & J.R.I.Wood , 1983
- Barleria proxima Lindau , 1896
- Barleria puberula Benoist , 1934
- Barleria puccionii Chiov. , 1929
- Barleria pulchella Benoist , 1934
- Barleria pulchra Lindau , 1894
- Barleria punctata Milne-Redh. , 1941
- Barleria pungens L.f. 	, 1782
- Barleria purpureosepala H.P.Tsui , 2002
- Barleria purpureotincta I.Darbysh. , 2008
- Barleria quadrispina Lindau , 1896
- Barleria ramulosa C.B.Clarke , 1899
- Barleria randii S.Moore , 1900
- Barleria rehmannii C.B.Clarke ,
- Barleria repens Nees 	, 1847
- Barleria reticulata Haines , 1914
- Barleria rhodesiaca Oberm. , 1933
- Barleria rigida Willd. ex Nees , 1847
- Barleria rotundifolia Oberm. , 1933
- Barleria rubra Buch.-Ham. , 1825
- Barleria ruellioides T.Anderson , 1864
- Barleria sacanii Klotzsch ex Lindau , 1895
- Barleria sacleuxii Benoist , 1911
- Barleria salicifolia S.Moore , 1880
- Barleria samhanensis Knees, A.G.Mill. & A.Patzelt , 2007
- Barleria saxatilis Oberm. , 1961
- Barleria scabriuscula Schwartz, 1939
- Barleria schmittii Benoist , 1916
- Barleria scindens Oberm. , 1933
- Barleria senensis Klotzsch , 1861
- Barleria sepalosa C.B.Clarke 	, 1884
- Barleria separata Benoist , 1934
- Barleria setigera Rendle , 1896
- Barleria seyrigii Benoist , 1962
- Barleria siamensis Craib , 1911
- Barleria smithii Rendle , 1896
- Barleria solitaria P.G.Mey. , 1967
- Barleria spinifolia J.R.I.Wood , 1984
- Barleria spinisepala E.A.Bruce , 1932
- Barleria spinulosa Klotzsch , 1861
- Barleria splendens E.A.Bruce , 1934
- Barleria stellatotomentosa S.Moore , 1880
- Barleria stenophylla Kurz , 1873
- Barleria steudneri C.B.Clarke , 1899
- Barleria stimulans E.Mey. ex Nees , 1847
- Barleria stocksii T.Anderson 	, 1867
- Barleria strigosa Willd. , 1800
- Barleria stuhlmannii Lindau , 1894
- Barleria subglobosa S.Moore 	, 1911
- Barleria subinermis Chiov. , 1929
- Barleria submollis Lindau , 1894
- Barleria sudanica (Schweinf.) Lindau , 1895
- Barleria sunzuana Brummitt & Seyani , 1978
- Barleria taitensis S.Moore , 1902
- Barleria tetracantha Balf.f. , 1884
- Barleria tetraglochin Milne-Redh. , 1935
- Barleria tischeriana Chiov. , 1929
- Barleria tomentosa Roth , 1821
- Barleria transvaalensis Oberm. , 1933
- Barleria trispinosa (Forssk.) Vahl , 1790
- Barleria ukamensis Lindau , 1895
- Barleria usambarica Lindau , 1894
- Barleria variabilis Oberm. , 1933
- Barleria ventricosa Hochst. ex Nees , 1847
- Barleria verdickii De Wild. , 1903
- Barleria villosa S.Moore , 1880
- Barleria vincifolia Baker , 1890
- Barleria violacea Hainz , 1955
- Barleria violascens S.Moore , 1880
- Barleria virgula C.B.Clarke , 1901
- Barleria vix-dentata C.B.Clarke , 1899
- Barleria volkensii Lindau , 1894
- Barleria welwitschii S.Moore , 1880
- Barleria whytei S.Moore , 1903
- Barleria wilmsiana Lindau , 1902

Selon ITIS :
- Barleria cristata L.
- Barleria lupulina Lindl.
- Barleria observatrix Bosser & Heide
- Barleria opaca (Vahl) Nees
- Barleria prionitis L.

## Espèces aux noms obsolètes et leurs taxons de référence
( En cours)